# Странджански дъб
Странджанският дъб, наричан още лъжник (Quercus hartwissiana), е реликтен дървесен вид от семейство Букови, съчетаващ външните белези на летен дъб и горун. В морфологическо отношение, странджанският дъб показва близко сходство с Quercus roburoides Bér. – палеотаксон, считан за общия прародител на съвременни видове като Q. robur, Q. petraea и Q. pubescens. Естественият ареал на Quercus hartwissiana е причерноморски; в България се среща само в Странджа планина до 500 м н.в.

## Описание
Представлява средно голямо до едро листопадно дърво с широка корона, достигащо височина 10 – 28 м (рядко до 35 м) и диаметър на ствола приблизително 1,6 м. Кората е кафява до тъмносива, надлъжно набраздена. Младите клонки са тъмночервеникави или сиви, обикновено гладки. Листата са сравнително едри, 5 – 18 см на 4 – 11 см, лъскави отгоре и с власинки отдолу, с обратнояйцевидно-продълговата до овална форма, разположени на обособени дръжки с дължина 1,5 – 2 до 4 см; ръбът им е правилно и плитко наделен (едро назъбен) на 5 – 12 дяла от всяка страна, страничните жилки вървят почти успоредно, достигайки самия ръб на петурата – особеното жилкуване се явява „примитивен“ белег, свързващ този вид с по-ранни етапи в еволюцията на белите дъбове в Европа.